# نيكولا دوريتش
نيكولا دوريتش (بالصربية: Никола Ђурић)‏ هو لاعب كرة قدم صربي في مركز الدفاع، ولد في 6 نوفمبر 1989. لعب مع بي أيه إس كيه بيوغراد وراد بيوغراد ونادي أوبليتش ونادي تشوكاريتشكي.

## وصلات خارجية
- نيكولا دوريتش على موقع قاعدة بيانات كرة القدم.إي يو (الإنجليزية)
- نيكولا دوريتش على موقع بيانات كرة القدم. دي إي (الألمانية)
- نيكولا دوريتش على موقع Soccerbase.com (لاعب) (الإنجليزية)
- نيكولا دوريتش على موقع Soccerway.com (الإنجليزية)
- نيكولا دوريتش على موقع عالم كرة القدم.نت (الإنجليزية)